# Larry Knechtel
Lawrence William „Larry“ Knechtel (4. srpna 1940 – 20. srpna 2009, Yakima, Washington) byl americký baskytarista, kytarista a hráč na klávesové nástroje, který byl členem hudební skupiny Bread. Spolupracoval také s umělci jako jsou Simon & Garfunkel, Duane Eddy, The Beach Boys, The Mamas & the Papas, The Partridge Family, The Doors nebo Elvis Presley. Zemřel 20. srpna 2009 ve věku 69 let, zřejmě na infarkt.